# Georg Mayer

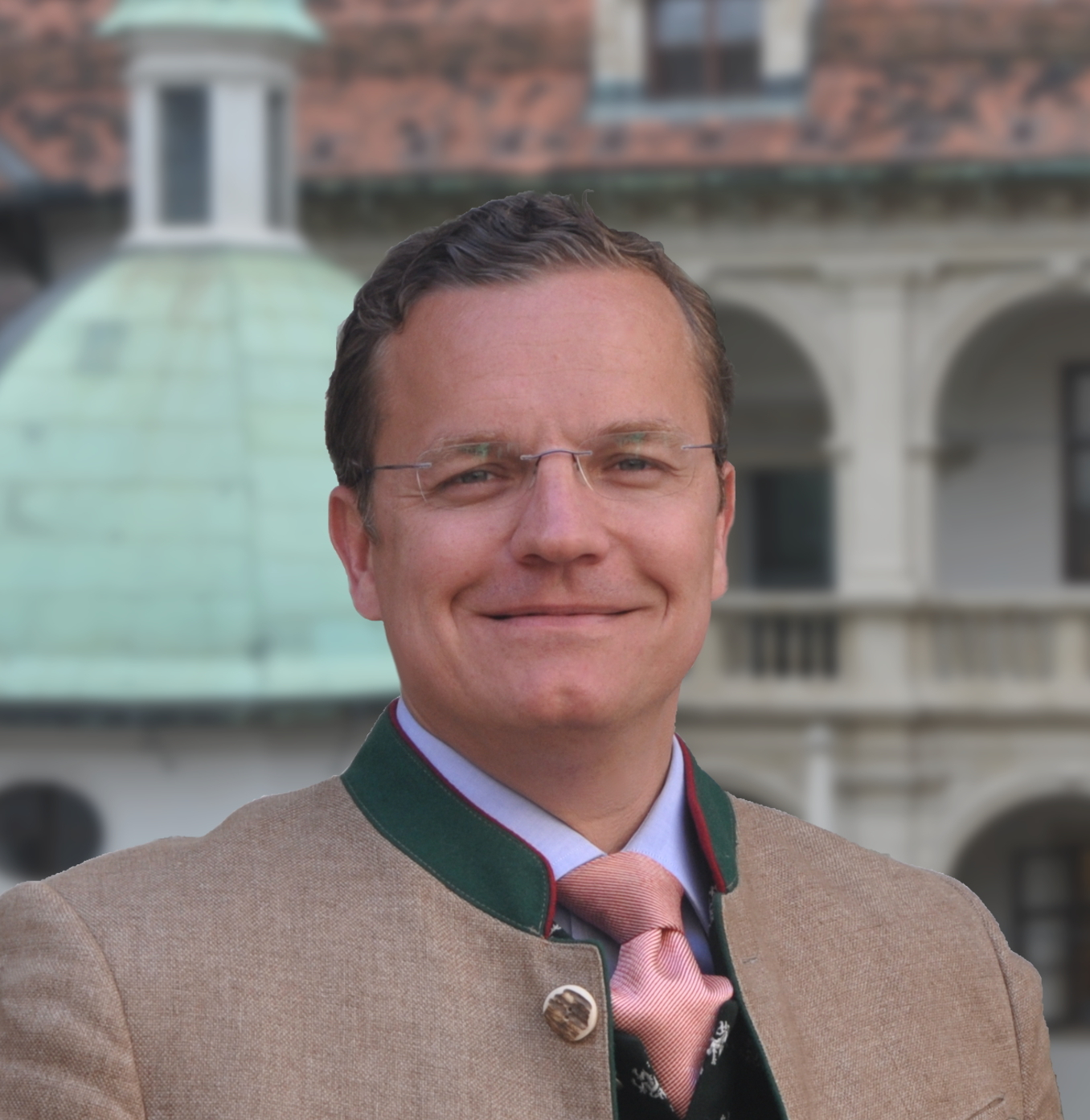
Georg Mayer (2013) (cropped).JPG

Georg Mayer (nascido em 12 de outubro de 1973) é um político austríaco e membro do Parlamento Europeu (MEP) da Áustria. Ele é membro do Partido da Liberdade da Áustria, parte da Identidade e Democracia.